# Halysidota melaleuca
Halysidota melaleuca är en fjärilsart som beskrevs av Felder 1874. Halysidota melaleuca ingår i släktet Halysidota och familjen björnspinnare. Inga underarter finns listade i Catalogue of Life.